# 绒毛滇南山矾
绒毛滇南山矾（学名：Symplocos hookeri var. tomentosa）为山矾科山矾属下的一个变种。

## 扩展阅读
- 維基物種上的相關：绒毛滇南山矾